# 勘左衛門堰
勘左衛門堰（かんざえもんせぎ）は、安曇野を流れる灌漑用に作られた用水路（堰）である。この堰は、奈良井川の小麦淵（松本市島立）から揚水し、北流して安曇野の中央部に向かい万水川に至る。

## 概要
- 取水口：松本市大字島立字荒井
- 補助取水口：安曇野市豊科高家字飯田
- 延長：約10km
- 灌漑面積：約323.9ha

## 歴史
- 1662年（寛文2年）2月 - 安曇郡成相組の代官・二木勘左衛門により着手された。当時は、梓川から揚水していた。
- 1685年（貞享2年）3月 - 飯田村から下鳥羽村にかけて、開削が着手された。
- 1685年（貞享2年）5月 - 現在の堰が完成した。
- 1782年（天明2年） - 奈良井川の小麦淵から梓川まで大改修がおこなわれる。
- 1798年（寛政10年） - 下堀金村・吉野村・新田村が加わり、再び大改修がおこなわれる。下堀金村の平倉六郎右衛門が工事担当人兼堰廻役になり、小麦淵から保高組境まで改修。
- 大正時代 - 梓川の横断は底樋により通水するようになる。
- 1931年（昭和6年） - この底樋をヒューム管（内径1.35m、長さ370m）にかえた。

## 特徴
- 拾ヶ堰と同様に、等高線に沿って同じ標高を流れる横堰である。
- 東日本旅客鉄道の大糸線が2度跨る。
- 取水口からすぐアルピコ交通（通称・松本電鉄）の上高地線が跨る。
- 松本市にある取水口から上高地線の下から国道158号付近まで暗渠になる。
- 開削当時は、成相新堰と呼ばれていたが、拾ヶ堰が開削されてからは、勘左衛門堰と呼ばれるようになった。
- 長野自動車道が跨る。
- 梓川と拾ヶ堰をサイフォンを介して地下で横断する。
- 拾ヶ堰をサイフォンで横断したあと1kmほど拾ヶ堰と並行する。
- 拾ヶ堰の測量を行った平倉六郎右衛門が1798(寛政10)年に大改修を行った。

## 備考
- 流域の小地名としては「勘左ヱ門堰」と表記されることがある。（例：地価公示標準地番号:松本-4）

## ギャラリー

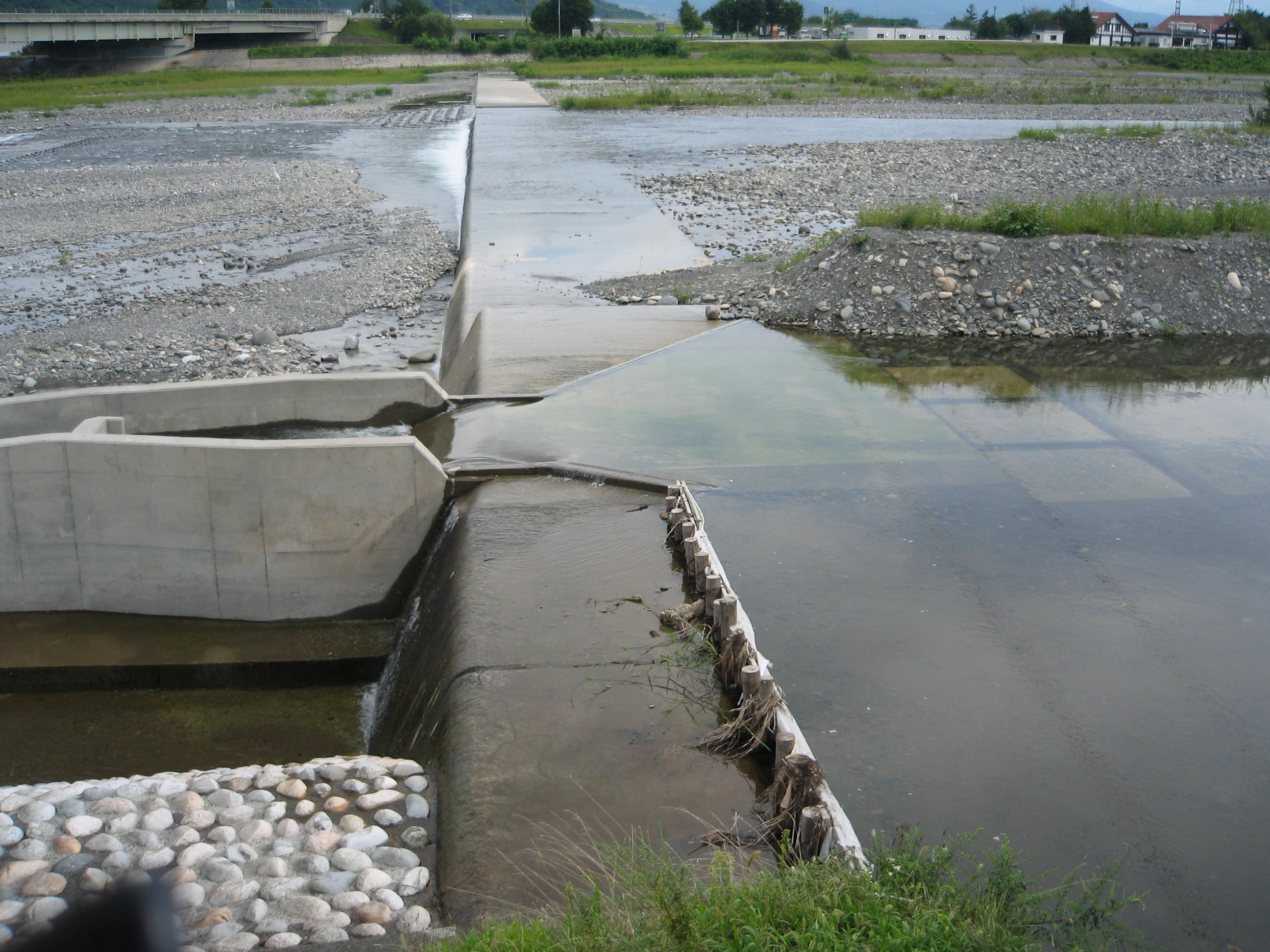
勘左衛門堰 梓川サイフォン（2008年8月撮影）
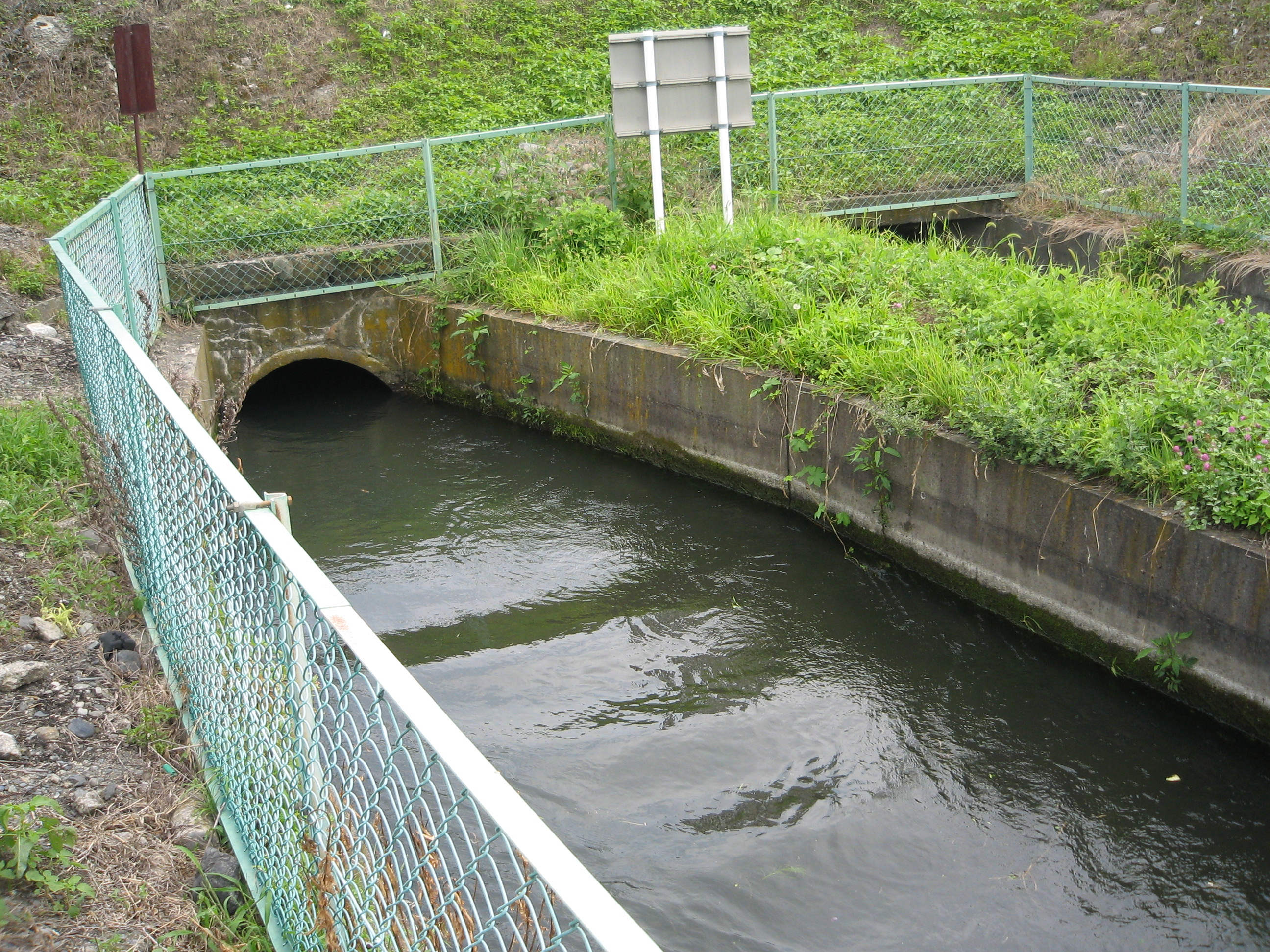
勘左衛門堰 梓川サイフォン出口（2008年8月撮影）
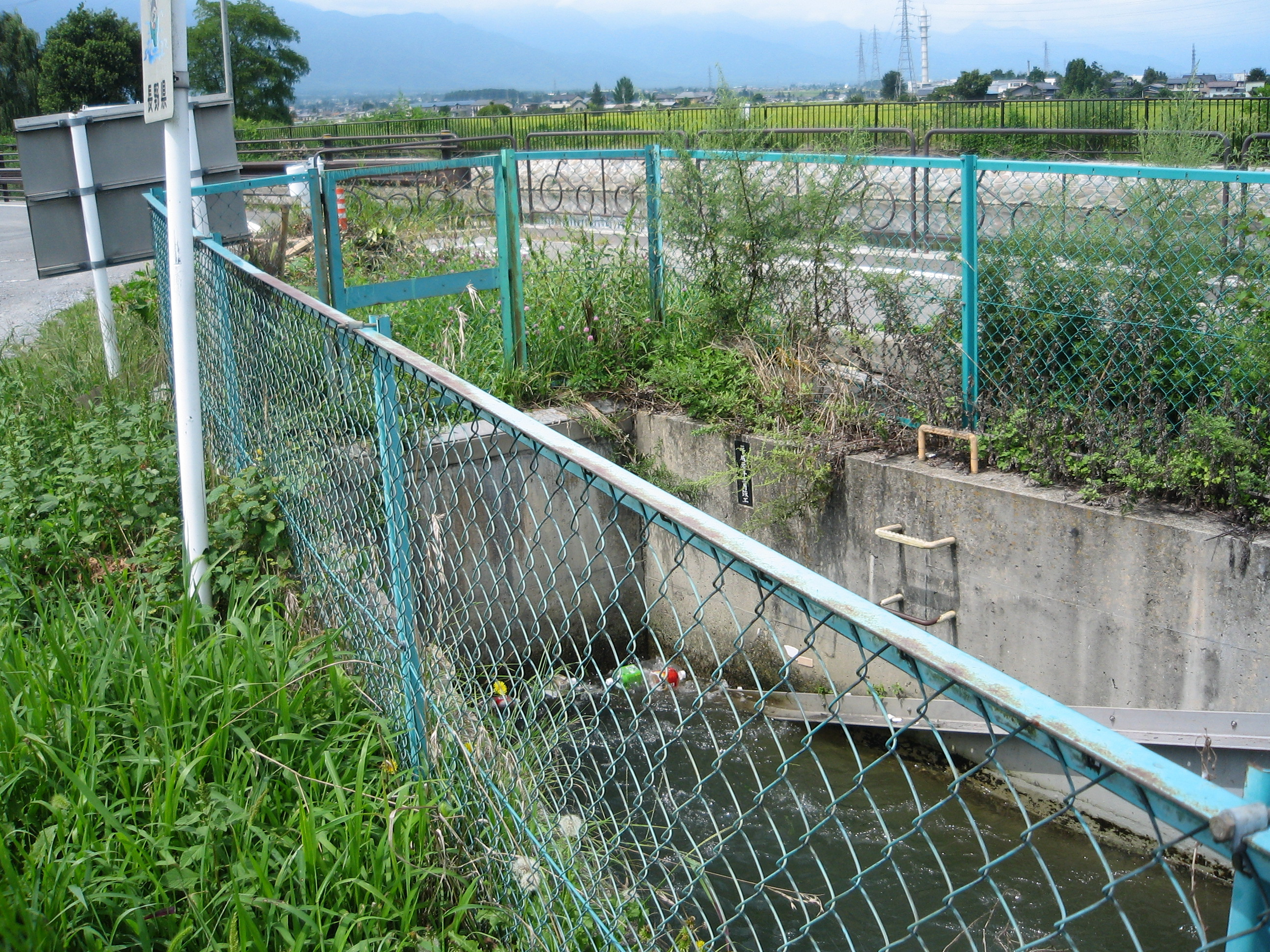
勘左衛門堰 拾ヶ堰通水口 手前:勘左衛門堰 奥:拾ヶ堰（2008年8月撮影）